# Fantomen från Afrika
Fantomen från Afrika (originaltitel Mighty Joe Young) är en amerikansk äventyrsfilm från 1949, i regi av både Merian C. Cooper och Ernest B. Schoedsack, samt med Terry Moore och Ben Johnson i huvudrollerna. Specialeffekterna utfördes av Willis O'Brien ("technical creator") och Ray Harryhausen ("first technician"), och år 1950 vann filmen en Oscar för bästa specialeffekter.
År 1998 gjorde Disney en nyinspelning av filmen, kallad Joe - jättegorillan.

## Handling
Filmen handlar om en kvinna och hennes vän - en gigantisk gorilla, som hon kallar Joe. Efter att man försökt ta Joe till USA rymmer han och blir sjuk. Senare i filmen räddar Joe ett barn ur ett brinnande hus och slutet blir lyckligt.